# Chauvonelia biscayensis
Chauvonelia biscayensis är en ringmaskart som beskrevs av Laubier 1974. Chauvonelia biscayensis ingår i släktet Chauvonelia, och familjen Flabelligeridae. Arten har ej påträffats i Sverige.